# Nealcidion nebulosum
Nealcidion nebulosum es una especie de escarabajo longicornio del género Nealcidion, tribu Acanthocinini, subfamilia Lamiinae. Fue descrita científicamente por Bates en 1880.

## Descripción
Mide 9,54 milímetros de longitud.

## Distribución
Se distribuye por Ecuador y Perú.